# Iwogumoa insidiosa
Iwogumoa insidiosa är en spindelart som först beskrevs av Ludwig Carl Christian Koch 1878.  Iwogumoa insidiosa ingår i släktet Iwogumoa och familjen mörkerspindlar. Inga underarter finns listade i Catalogue of Life.